# Randall D. Smith
Randall Duncan Smith, detto Randy (21 novembre 1942), è un imprenditore statunitense, gestore di hedge fund, fondatore e capo degli investimenti di Alden Global Capital. Smith, personaggio schivo, è noto come pioniere del capitalimo avvoltoio, l'acquisto e lo smantellamento di aziende in difficoltà.

## Biografia
Smith è nato nel 1942. Ha conseguito una laurea presso la Cornell University nel 1965, seguita da un MBA presso la Wharton School dell'Università della Pennsylvania nel 1967.
Suo fratello minore, Russ Smith, fondò il Baltimore City Paper e il Washington City Paper , che vendette per 4 milioni di dollari, e nel 1989 fondò la New York Press.

## Carriera

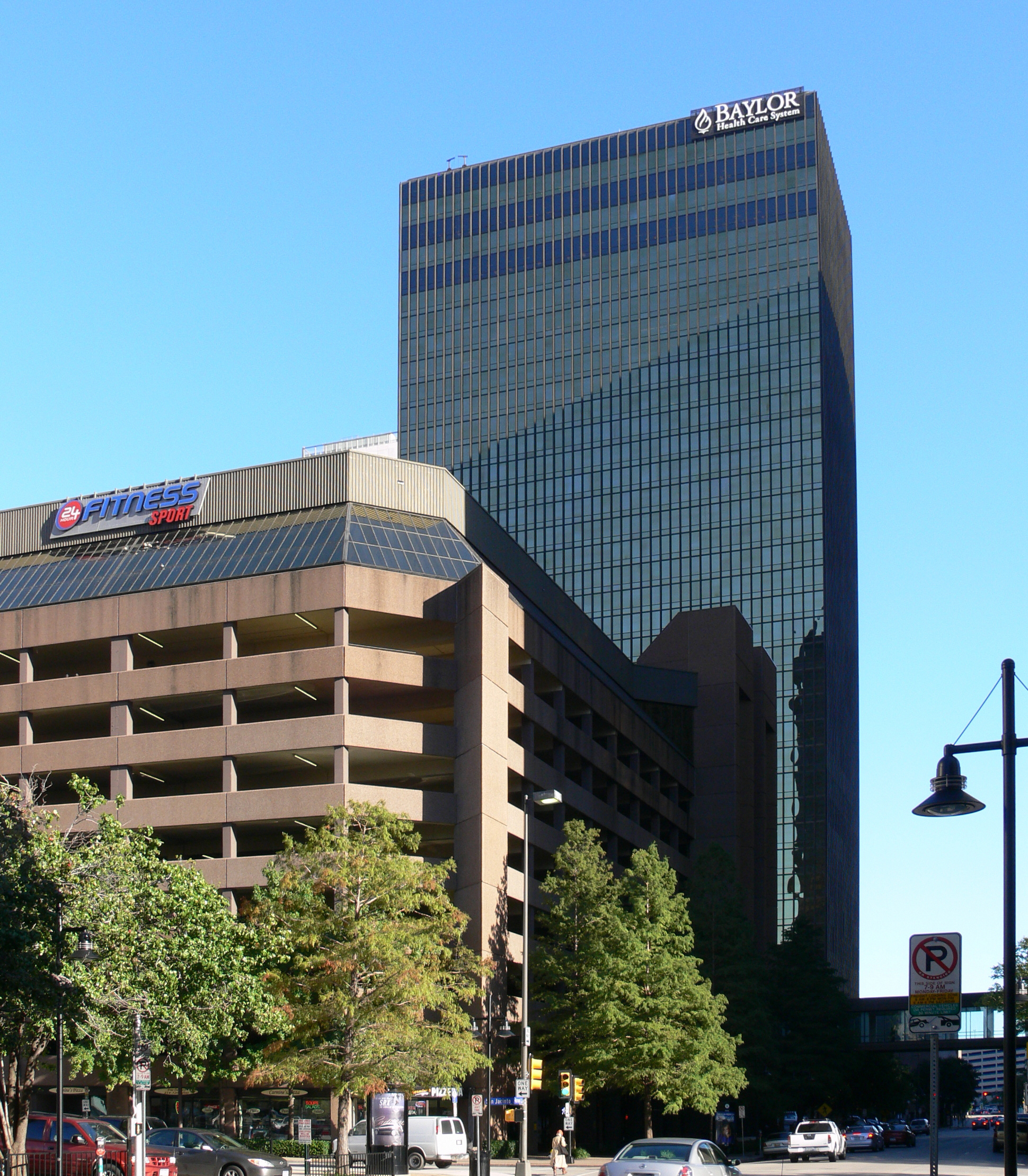
Bryan Tower, Dallas

Smith è stato partner di Bear Stearns dal 1975 al 1995, dove ha fondato il dipartimento di arbitraggio di convertibili e in seguito si è concentrato sugli investimenti in asset distressed.
Ha avviato la sua prima società di investimento a casa mentre lavorava ancora per Bear Stearns, con 20.000 dollari che lui e sua prima moglie avevano vinto alla fine degli anni '60 in Dream House, un gioco televisivo.

### Immobiliare
Inizialmente i suoi invrestimenti hanno riguardato il settore immobiliare. Nel 1998, Smith ha acquisito la Bryan Tower, un edificio per uffici di 40 piani nel centro di Dallas, in Texas. Suo figlio, Caleb Smith, ha supervisionato la ristrutturazione della società di suo padre Spire Realty per poi gerstirla.
Nel 2002, insieme alla sua seconda moglie Barbara (nativa di Houston) e suo fratello Jeffrey Smith, Randy Smith acquistò lo storico Sam Houston Hotel del 1924 da 100 camere, lo ristrutturò ampiamente e lo riaprì nel 2005 come Alden Hotel.  Nel 2010, la proprietà dell'Alden Houston è stata formalmente trasferita a Northwood Investors. Nel 2012, Northwood ha venduto l'hotel ad American Liberty Hospitality e Gentry Mills Capital; l'hotel è tornato al suo nome originale di The Sam Houston Hotel.
Smith e sua moglie Barbara possiedono, oltre ad una tenuta in cui vivono, una quindicina di ville residenziali nell'area di Palm Beach, in Florida, attraverso società a responsabilità limitata, proprietà da cui traggono reddito dagli affitti.

### Alden Global Capital
Nel 2007, Smith ha fondato Alden Global Capital assumendo la guida degli investimenti. A partire dal 2009, l'anno della crisi finanziaria negli Stati Uniti, ha cominciato, quasi silenziosamente, a comprare catene di giornali e riviste. E con successo perché proprio in quell'anno il valore dei suoi investimenti nei media crebbe del 187%. Ha acquisito quote della Freedom Communications, che possedeva l'Orange County Register; quindi ha rilevato MediaNews Group, che possedeva il Denver Post, il San Jose Mercury News, il LA Daily News e decine di altri quotidiani e settimanali. E poi ha acquistato partecipazioni in Philadelphia Media Network, AH Belo, McClatchy, Media General, Journal Communications e Canada's Postmedia. Ha investito anche nella fallita catena Journal Register, operativa nelle aree metropolitane di Filadelfia, Detroit e Cleveland, nel Connecticut e in alcune parti di New York. Arrivando ad essere nel 2021 il secondo più grande editore di giornali negli Stati Uniti.
Alden ha la reputazione di tagliare drasticamente i costi riducendo il numero di giornalisti che lavorano sui suoi giornali.

## Vita privata
Ha incontrato la prima moglie Kathryn Smith, quando entrambi erano studenti della Cornell, dove lei si laureò in scienze politiche. Hanno avuto un figlio, Caleb Smith, e una figlia. Kathryn Smith morì di cancro.
È sposato con Barbara Stovall Smith, investitrice immobiliare.